# William of Louth

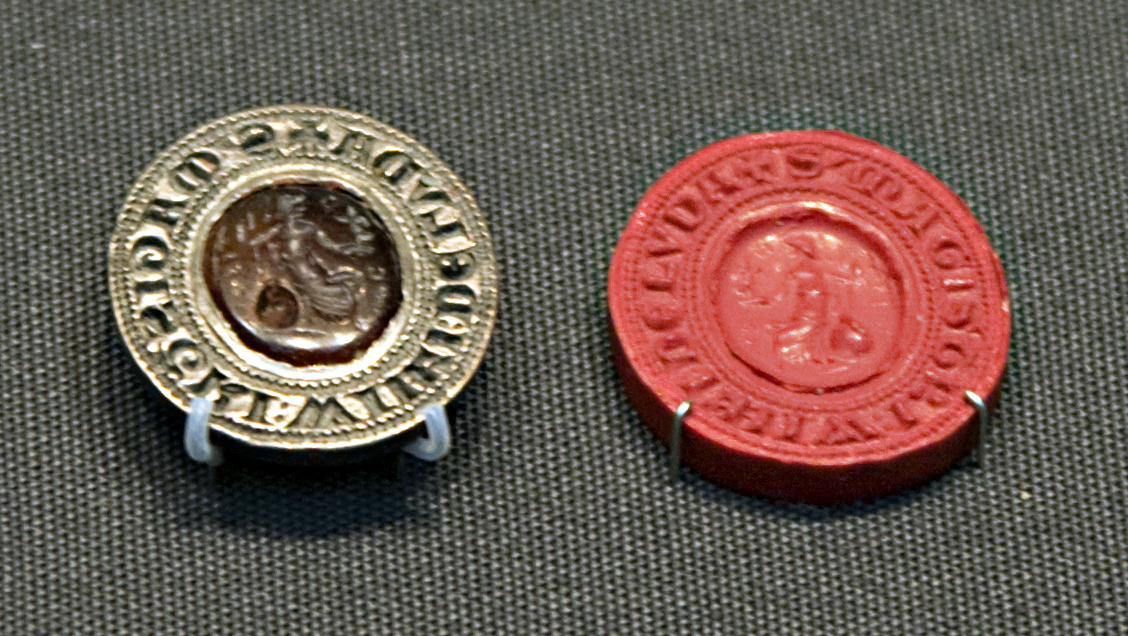
Siegel von William of Louth

William of Louth (* um 1240; † 25. oder 27. März 1298) war ein englischer Beamter und Geistlicher. Ab 1290 war er Bischof von Ely.

## Herkunft und Ausbildung
William of Louth stammte vermutlich aus Louth in Lincolnshire. Seine Eltern sind unbekannt. Als junger Geistlicher hielt er einige unbedeutende Benefizien in der Diözese Lincoln. Vermutlich studierte er, bevor er wohl gegen Ende der Herrschaft von Heinrich III. in den Dienst der Krone trat.

## Aufstieg im Dienst des Königs
Im Frühjahr 1272 reiste Louth im Auftrag des Königs nach Rom. Während dieser Reise war er anscheinend dem Anwalt Hugh Warwick unterstellt. Nachdem Eduard I. die Herrschaft übernommen hatte, übernahm 1274 Thomas Bek als Keeper of the Wardrobe die Verantwortung für die königlichen Gemächer. Bek entstammte einer Adelsfamilie aus Lincolnshire, und aufgrund dieser Herkunft förderte er möglicherweise Louth, der im Oktober 1274 zum Cofferer of the Wardrobe ernannt wurde. Während der Herrschaft von Eduard I. wurde nicht nur das königliche Privatgemach als Wardrobe bezeichnet, sondern auch die Schatzkammer. In dieser Funktion übernahmen die Beamten der Wardrobe auch den Zahlungsverkehr des königlichen Haushalts und vielfach auch weitere Zahlungen für den König und dessen Regierung. Louth wurde zu der Zeit Beamter der Wardrobe, als diese als kleine und effiziente Behörde mit fähigen Mitarbeitern zunehmend an Bedeutung gewann. Die Beamten standen im engen Kontakt zum König und dienten bald auch als zweite Kanzlei und als zweites Schatzamt. Sie übernahmen schließlich noch weitere Verwaltungsaufgaben, sie mussten diplomatische Aufgaben übernehmen und wurden mit in die Vergabe von Ämtern hineingezogen. Zu Louths Aufgaben als Cofferer gehörte es, Bargeld zu beschaffe und zu verwalten, Kredite zu verhandeln und aufzuzeichnen und vertrauliche Befehle des Königs weiterzuleiten. Als der König nach dem ersten Feldzug gegen Wales zwischen 1278 und 1280 im eroberten Flintshire Rhuddlan Castle und das angrenzende Borough Rhuddlan errichten ließ, war Louth führend an der Organisation des Baus und an der Abwicklung der Zahlungen beteiligt. Für dieses Projekt musste der Bauplatz vermessen, die Befestigungen geplant, die Arbeiten koordiniert und in großem Umfang Material und Nachschub herangeführt werden. Im Frühjahr 1280 wurde ihm zusammen mit dem obersten Richter von Cheshire dazu die Verantwortung über die Besiedlung der Stadt mit Engländern übertragen. Der König dankte seine Dienste, indem er ihm 1279 Pfründen in Beverley und in Lincoln übergab. Schließlich wurde er am 20. November 1280 als Nachfolger von Bek Keeper of the Wardrobe. Als Verwalter der Wardrobe übernahm Louth den Großteil der Zahlungen des Königs. Im Frühjahr 1283 musste er bei ausländischen Kaufleuten Kredite für die Finanzierung des Feldzugs zur Eroberung von Wales aufnehmen. Dies geschah unter so hohem Zeitdruck, dass der König Louth vorab mit gesiegelten Vollmachten ausstattete. Hatte die Wardrobe unter Bek noch jährlich Zahlungen von etwa £ 24.000 abgewickelt, so erhöhte sich unter Louth diese Summe auf jährlich bis zu £ 44.000. Damit tätigte die Wardrobe unter Louth etwa doppelt so hohe Zahlungen wie das eigentlich zuständige Schatzamt. Dabei verlor das Schatzamt die Kontrolle über die Schulden, die die Wardrobe im Auftrag des Königs machte.

## Dienst als Diplomat

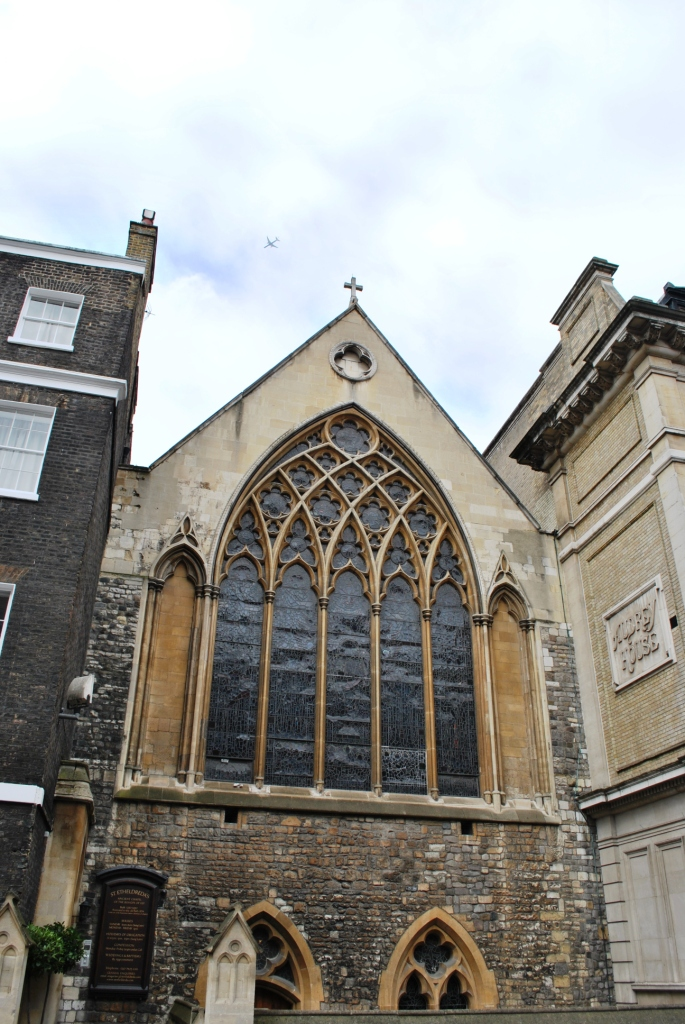
St Etheldreda's Church im Londoner Stadtbezirk Camden. Die Kirche wurde ursprünglich wohl während der Amtszeit von William of Louth als Bischof als Palastkapelle von Ely House, der Londoner Stadtresidenz der Bischöfe errichtet.

In den 1280er Jahren verbrachte Louth viel Zeit im Ausland. Im Herbst 1284 reiste er ins Ausland, wobei der Zweck der Reise nicht bekannt ist, und 1286 reiste er als Botschafter nach Frankreich. Als Eduard I. 1286 für längere Zeit in die zu seinem Reich gehörende Gascogne reiste, begleitete ihn Louth dorthin. Er brachte die Finanzen des Herzogtums in Ordnung und diente von 1287 bis 1288 als Kommandant von Bordeaux. Im März 1289 musste er das Geld auftreiben, um die hochrangigen Geiseln, die der König nach Vertrag von Lanfranc gestellt hatte, wieder freizukaufen. Nach der Rückkehr des Königs aus der Gascogne gehörte Louth zusammen mit Bischof John de Pontoise von Winchester, Kanzler Robert Burnell, dem Earl of Lincoln, John de St John, William Latimer und William March der Untersuchungskommission an, die Missstände in Verwaltung und Justiz aufdecken sollte, die während der langen Abwesenheit des Königs aus England eingetreten waren.

## Aufstieg als Geistlicher
Anfang 1283 hatte der König Louth zum Dekan der Kollegiatkirche St Martin's-le-Grand in London ernannt, und wenig später wurde er Archidiakon von Durham. Wegen seines Dienstes für die Krone ließ er sich in diesen Ämtern durch Stellvertreter vertreten, und dazu war Louth noch nicht einmal zum Priester geweiht worden. Deshalb musste er einen päpstlichen Dispens beantragen, der ihm erlaubte, bis zu fünf Jahre lang seine Pfründen ohne Priesterweihe behalten zu dürfen. Am 12. Mai 1290 wurde Louth schließlich zum Bischof der Diözese Ely gewählt. Um dieses Amt anzutreten, war er nun gezwungen, sich zum Priester weihen zu lassen. Am 1. Oktober 1290 wurde er schließlich durch den Erzbischof von Canterbury, Johannes Peckham, zum Bischof geweiht und inthronisiert.

## Bischof von Ely
Auch als Bischof stand Louth weiter vor allem im Dienst des Königs, so dass er nur wenig Zeit hatte, sich um die Verwaltung seiner Diözese zu kümmern. Sein Nachfolger als Keeper of the Wardrobe war Walter Langton geworden, doch noch über mehrere Jahre hinweg war Louth für die Wardrobe tätig. 1291 beauftragte ihn der König, den Konflikt zwischen dem Earl of Gloucester und dem Earl of Hereford über deren Besitzungen in den Welsh Marches zu entscheiden, was schließlich zur Inhaftierung der beiden mächtigen Magnaten führte. Wahrscheinlich während seiner Amtszeit als Bischof wurde die Kapelle St Etheldreda in Ely Place in London errichtet, der heute letzte erhaltene Rest von Ely House, dem Londoner Stadthaus der Bischöfe von Ely.
Louth wurde nach seinem Tod in der Kathedrale von Ely begraben, wo der Baldachin von seinem Grabdenkmal erhalten ist. Er ähnelt stark dem Grabdenkmal von Edmund Crouchback, dem Bruder des Königs, in Westminster Abbey. Wahrscheinlich wurde Louths Grabdenkmal von Künstlern gefertigt, die auch im Dienst des Königs standen, und war ein letzter Dank des Königs für Louths treue Dienste. Zu Louths Testamentsvollstreckern gehörten Bischof Richard of Gravesend von London und Walter Langton. Sein Erbe wurde sein Neffe William Tuchet.